# Droit du Tibet avant 1959

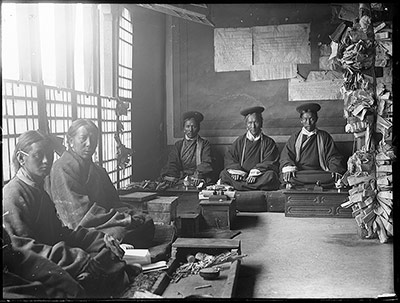
Juges de Shöl au tribunal, le 26 juillet 1921.

Le code juridique tibétain remonte au règne du roi Songtsen Gampo au VIIe siècle. Pendant les 350 ans qui suivirent la fin de la dynastie Yarlung, les règles juridiques de l'ancien gouvernement central restèrent en vigueur dans plusieurs des petits États qui lui avaient succédé. 
Au XIIIe siècle, l'école sakya du bouddhisme tibétain utilise le code pénal mongol. Au XIVe siècle, Changchub Gyaltsen, fondateur et régent de la lignée Phagmodrupa, abolit les lois mongoles en faveur de l’ancien code tibétain, auquel il ajoute dix articles inspirés des préceptes bouddhistes. Le système pénal, qui jusque-là autorisait l'exécution des criminels sans procès, est remplacé par une gradation des peines, dont la peine de mort.
Les années 1560 voient la naissance du royaume Tsang et la rédaction d'un code de loi, le code Tsang, rédigé par le 4e roi Tsang après 1623. Il restera en usage, sous différentes versions, jusqu'au milieu du XXe siècle.
En 1642, le 5e dalaï-lama est installé à la tête du Tibet par le Mongol Gushi Khan. De nouveaux codes juridiques, largement inspirés du code des Tsang, voient le jour. Ils ne subiront que peu de modifications jusqu'à la fin de l'État lamaïste.
Dans la période de l'empire mandchou, divers châtiments sont introduits par les Mandchous au Tibet (« mort des mille coupures », port de la cangue). Au tournant du XXe siècle, les peines en vigueur vont de l'administration de centaines de coups de fouet à la peine capitale où le condamné, cousu dans un sac de peau ou lesté d'une grosse pierre, est jeté à l'eau. 
Au cours de son règne, le 13e dalaï-lama interdit la peine de mort et les châtiments physiques mais, à en croire les témoignages de voyageurs de l'époque, ces interdictions ne sont pas toujours suivies d'effets.

## L'établissement du code juridique tibétain (VIIesiècle)
Selon Rebecca Redwood French, le code juridique tibétain remonte au règne du roi Songtsen Gampo au VIIe siècle
.
Ce code édictait trois types de règles : 
- les « quatre lois fondamentales » interdisant le meurtre, le vol, la lubricité et le faux témoignage ;
- les « dix actes non vertueux » ;
- les « seize principes moraux ».

Les « quatre lois fondamentales » et les « dix actes non vertueux » étaient issus directement du canon bouddhiste tibétain. La liste des délits était fortement ancrée dans la doctrine bouddhiste. La liste des « seize principe moraux » formulés pat Tsongtsen Gampo était encore très connue dans le Tibet du XXe siècle.
Pendant les 350 ans qui suivirent la fin de la dynastie Yarlung, les règles juridiques de l'ancien gouvernement central restèrent en vigueur dans plusieurs des petits États qui lui avaient succédé.

## La période sakya (XIIIesiècle)
Selon Rebecca Redwood French, au XIIIe siècle, l'école sakya du bouddhisme tibétain, avec l'aide d'adeptes mongols, prend le pouvoir dans une bonne partie du Tibet central, instaurant la première période théocratique tibétaine. 
Selon Rebecca Redwood French, qui cite Giuseppe Tucci, les Sakyapa utilisèrent les lois mongoles durant cette période. Le code pénal mongol introduit au Tibet fut, soit le Yassa de Genghis Khan, soit plus probablement ses élaborations et adaptations successives incorporées dans les lois Yuan. Il fut introduit au Tibet par la dynastie Yuan et les sakyapa l'auraient accepté et mis en application. Pour autant, selon Tsepon W. D. Shakabpa et Dinesh Lal, quand Sakya Pandita rejoignit en 1247 le camp de Godan à Liangzhou dans l'actuelle province de Gansu, et qu'il constata que les troupes mongoles y exterminaient les Chinois Han en les jetant dans un fleuve, il fut horrifié et donna des instructions religieuses, indiquant notamment que l'acte de tuer un être humain est l'un des pires selon le Dharma du Bouddha,.

## La période Phagmodrupa
Changchub Gyaltsen (1302–1364), fondateur et régent de la lignée Phagmodrupa, renversa en 1354 la théocratie sakya. 
Le premier code rédigé durant la dynastie Phamogru, le Code Phamogru ou Neudong, aborde dans sa 2e partie, entre autres sujets, le meurtre, le vol, l'adultère.
Changchub Gyaltsen remplaça la division en treize myriarchies datant des Mongols (de la dynastie Yuan) par des rdzong ou dzong (districts) et abolit les lois mongoles en faveur de l’ancien code tibétain, auquel il ajouta dix articles inspirés des préceptes bouddhistes,. 
Selon Michael von Brück, il réforma le système pénal qui jusque-là autorisait l'exécution des criminels sans procès, par une justice ayant à sa disposition une gradation des peines, dont la peine de mort.

## La période du royaume Tsang
Les années 1560 voient la naissance du royaume Tsang. Un code de loi, le code Tsang, est rédigé par le 4e roi Tsang après 1623. Selon Rebecca Redwood French, il restera en usage, sous différentes versions, jusqu'au milieu du XXe siècle.

## Le Ganden Phodrang (1642-1959)
En 1642, le 5e dalaï-lama est installé à la tête du Tibet par le Mongol Gushi Khan. C'est le début de la 2e période théocratique du Tibet, laquelle devait durer trois siècles. Selon Rebecca Redwood French, de nouveaux codes juridiques, largement inspirés du code des Tsang, voient le jour. Ils ne subiront que peu de modifications jusqu'à la fin de l'État lamaïste. 
Selon Dawa Norbu, la diffusion du bouddhisme au Tibet devait atténuer la sévérité de ce code, et que la peine de mort et les châtiments cruels furent supprimés par le 13e dalaï-lama. 
Selon Sarat Chandra Das, les Kalon et les dzongpon exercent des fonctions judiciaires. Les abbés des monastères de Sera et de Drépung règlent les délits mineurs survenus dans leurs monastères, mais confient les inculpations plus importantes à la Cour du régent et aux Kalon. Les autres monastères ne traitent que les infractions à la loi commune. Quand l'affaire est examinée, le juge fixe le coût du procès qui doit être payé à égalité par les deux parties. Habituellement, les disputes sont gérées par les doyens des villages, mais en général, les procès sont rares, les Tibétains étant d'un naturel paisible, raisonnable, ayant bon cœur, et respectueux des lois. Lors d'un procès, les deux parties constituent des dossiers par écrit lus devant la cour. 

### La période de l'empire mandchou
Selon Charles Alfred Bell, les Mandchous ont notamment introduit au Tibet le châtiment de l’implantation de tiges de bambous sous les ongles. Jamyang Norbu signale le fait que, le 1er novembre 1728, à Lhassa, 17 Tibétains furent exécutés par les bourreaux du corps expéditionnaire mandchou. Treize furent décapités et deux hauts lamas furent lentement étranglés jusqu’à la mort. Les prisonniers principaux, deux ministres du Kashag, Ngabo et Lumpa, furent mis à mort par une forme d'exécution chinoise appelée lingchi, traduite parfois par « mort languissante » ou « mort des mille coupures », qui prévoit que la personne condamnée ait le corps méthodiquement découpé en de petites portions avec un couteau sur une période prolongée dans le temps – pouvant s’étendre même sur un jour complet – jusqu'à ce qu’elle meure enfin. Cette forme d'exécution fut utilisée en Chine entre l’an 900 et son abolition officielle qui intervint en 1905. Une étude récente mentionne toutefois des exécutions par lingchi au Tibet oriental, dans le Kham, jusqu’en 1910, perpétrées par l'administration de Zhao Erfeng.

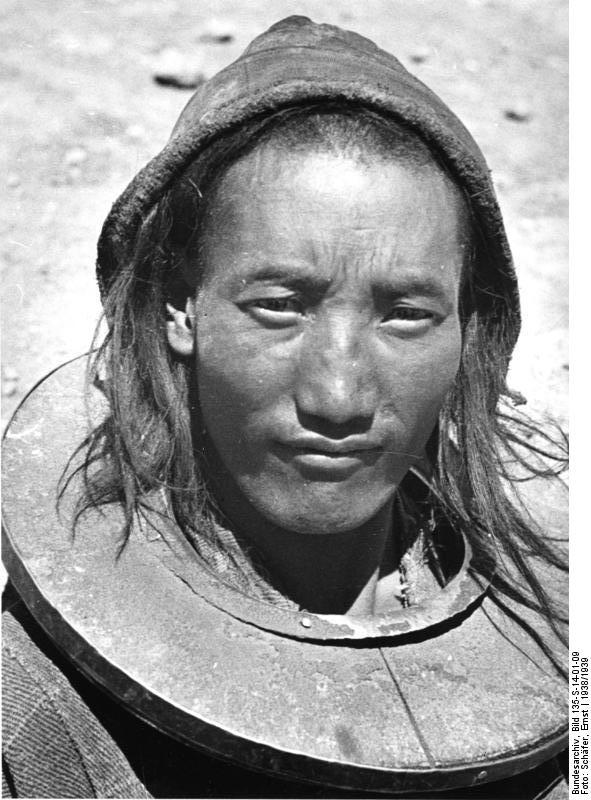
Criminel portant une cangue circulaire à Shigatse (Tibet central), en 1938/1939 (photo de l'explorateur Ernst Schäfer).

La poétesse tibétaine Woeser, dans un entretien récent qui, selon Jamyang Norbu, réfute la propagande officielle chinoise sur le « servage féodal barbare » (immanquablement « prouvé » par des expositions d'instruments de torture utilisés prétendument au Tibet comme les cages, les manilles, le pilori du cou, les pierres, et les couteaux utilisés pour enlever les globes oculaires), a déclaré que les « instruments de la torture les plus brutaux provenaient de la Chine intérieure – les émissaires impériaux de la dynastie Qing les ayant apportés au Tibet »,.
Selon William Woodville Rockhill la cangue, un châtiment chinois était adopté dans l'ensemble du Tibet. Les criminels qui la portaient étaient aussi lourdement enchaînés. 
Selon Jamyang Norbu, une des contributions chinoises fut le mu jia (木枷), appelé la cangue. Cette méthode est similaire au pilori en Occident, à la différence que le bord de la cangue n'était pas fixé à une base, et devait être porté par le prisonnier. Au Tibet, ce système appelé gya-go ou « la porte chinoise », était largement utilisé par l'administration chinoise mandchoue. La cangue, en plus d'être une forme restriction efficace, était aussi une des formes les plus pénibles de punition à cause de son poids. La méthode tibétaine traditionnelle pour restreindre des prisonniers utilisait les fers aux jambes (kang-chak).
Selon le site de Jean Dif, le moine bouddhiste japonais Ekai Kawaguchi, qui s'illustra par un périple de trois ans au Tibet au tournant du XXe siècle, rapporte dans ses mémoires les supplices alors en vigueur au Tibet : l'empilement de bonnets de pierre sur la tête jusqu'à éjection des globes oculaires; l'administration de 300 à 700 coups de fouet tailladant les chairs du dos; l'amputation des mains pour les voleurs récidivistes, pendus au préalable par les mains; l'énucléation; le nez fendu et les oreilles coupées en cas d'adultère de l'épouse, châtiment éventuellement dispensé par le mari lui-même; l'exil; la condamnation à mort, le condamné étant cousu dans un sac de peau ou lesté d'une grosse pierre puis jeté à l'eau. Kawagushi note que les mendiants aveugles et privés de mains ne manquent pas à Lhassa .
Sarat Chandra Das précise que la peine de mort n'est prononcée qu'en cas de dacoït (chagpa, cas de brigands ayant torturé leurs victimes pour leur extorquer leurs biens).  Les délits moins haineux sont passibles d'exil, du fouet, de la prison ou d'amendes. Un meurtrier est condamné à quatre amendes : (1) le prix du sang à la famille de la personne tuée, (2) pour les funérailles, (3) à l'État et (4) un don pour se réconcilier avec la famille et les amis de la victime. Le montant varie du poids de la personne tuée en or, cinq onces d'argent ou un équivalent en nature. En l'absence de paiement, le meurtrier est emprisonné. Si le meurtrier est un malade mental ou un mineur de moins de huit ans, ses parents ou proches doivent s'acquitter de l'amende. Si un animal est responsable de la mort, le propriétaire doit payer les funérailles. Quand un voleur est un récidiviste, à la 5e condamnation, il peut avoir les mains coupées, et être amputé des jarrets à la 7e. Il peut avoir les yeux ex-orbités lors de sa 9e condamnation. Si un voleur est puni par sa victime, la cour ne jugera pas ce cas, mais si le voleur est tué, le prix du sang doit être payé à sa famille. On ne peut punir les enfants de moins de 13 ans, mais leurs parents reçoivent des remontrances. Si une femme est coupable d'un vol, les amendes et punitions corporelles éventuelles doivent être  partagées par son mari. Aucune punition corporelle ne peut être administrée à une femme enceinte, une personne malade, endeuillée récemment de ses parents ou âgée de plus de 70 ans.

### Abolition de la peine de mort (1898)
Selon Jamyang Norbu, après l’intronisation en 1895 du 13e dalaï-lama, l'ancien régent Demo Rinpoché, qui avait abandonné le pouvoir, aurait, avec ses deux frères, Norbu Tsering et Lobsang Dhonden, projeté d’assassiner son successeur. Le complot fut découvert et les trois instigateurs arrêtés. L’Assemblée nationale tibétaine (tsongdu), prononça la peine de mort mais le dalaï-lama  refusa cette décision, déclarant son opposition à la peine de mort en raison des principes bouddhistes. Le professeur Melvyn Goldstein rapporte une rumeur selon laquelle Demo Rinpoché fut secrètement tué en prison : il fut plongé, à ce que l'on dit, dans un énorme récipient de cuivre rempli d'eau jusqu'à ce qu'il se noie. S’il est possible qu'un officiel zélé ait pu être impliqué dans une telle action, ce n'est, selon Jamyang Norbu, qu'une rumeur sans substance. Sir Charles Bell, dans sa biographie du 13e dalaï-lama, écrit que ce dernier lui a déclaré que « jusqu'au moment de sa fuite en Inde, il n'a autorisé aucune peine de mort sous aucune circonstance que ce soit »,.
Le 13e dalaï-lama a aboli la peine de mort en 1898,.

## La période 1912-1951
Les troupes et les autorités officielles chinoises sont expulsées du Tibet en 1912 par les Tibétains. Selon les Tibétains en exil et certaines sources, le 13e dalaï-lama déclare l'indépendance du Tibet en 1912, selon Barry Sautman, il s'agit non pas de déclarations politico-juridiques mais simplement du constat que la relation prêtre-protecteur (mchod-yon) entre les dalaï-lamas et les empereurs chinois s'est éteinte du fait de la fin de l'empire,.

### Interdiction de châtiments physiques tels que l'amputation
Après son retour de l'exil, dans sa proclamation d'indépendance, le 13e dalaï-lama annonça l'interdiction des amputations de membres – en plus de son abolition précédente de la peine de mort. La déclaration est tout à fait spécifique : « Divers châtiments physiques sont bannis [interdits] : ainsi, l’amputation de membres était pratiquée en guise de punition. Dorénavant, des traitements aussi sévères sont interdits ». Des exemplaires de la proclamation furent envoyés dans tout le Tibet et durent être gardés dans le bureau de chaque district.

### Témoignages
Dans l'ancien Tibet, la justice pouvait être rendue par les monastères. Chögyam Trungpa Rinpoché, une réincarnation d'un grand lama, rapporte une bastonnade infligée, un peu avant 1950, à un musulman coupable d'avoir tué un animal sauvage : la sentence avait été exécutée par les moines eux-mêmes. L'alpiniste autrichien Heinrich Harrer, qui vécut au Tibet de 1944 à 1951, rapporte que les crimes et les délits, dont les jeux d’argent, étaient punis avec une sévérité toute particulière à Lhassa durant les festivités du nouvel an. Les moines, qui étaient nommés à cette occasion par les autorités civiles, étaient des juges implacables qui avaient pour habitude d’infliger de terribles fustigations, lesquelles causaient parfois la mort du supplicié, auquel cas le régent intervenait à l'encontre des responsables.
Le communiste tibétain Phuntsok Wangyal rapporte la colère qui l'avait saisi lorsqu'il avait vu, un jour de 1945, des oreilles coupées de fraîche date accrochées à l'entrée du bâtiment de l'administration du comté de Damshung au nord de Lhassa. 
Robert W. Ford, un Britannique qui séjourna au Tibet de 1945 à 1950 et fut envoyé en 1950 par le gouvernement tibétain comme opérateur radio à Chamdo, rapporte que partout au Tibet il avait vu des hommes dont on avait coupé un bras ou une jambe pour cause de vol. Les peines d'amputation, précise-t-il, étaient faites sans antiseptiques ni pansements stériles.
Selon l'Américain Frank Bessac (en), nez et/ou oreilles coupées furent les peines prononcées en 1950 par le tribunal militaire de Lhassa aux garde-frontières qui avaient tué ou blessé ses compagnons, dont Douglas Mackiernan (en), alors que ces derniers, fuyant devant les communistes chinois, avaient pénétré au Tibet. Bessac, explique que les Bouddhistes tibétains ne pratiquant pas la peine de mort, des mutilations sont les peines les plus dures pratiquées au Tibet. Trouvant les peines trop sévères, il demanda qu'elles soient allégées, ce qui fut accepté, les nouvelles peines prononcées furent des coups de fouet en proportion de la responsabilité de chaque prévenu. 
Stuart et Roma Gelder, deux écrivains britanniques autorisés par les autorités chinoises dans les années 1960 à visiter le Tibet, alors fermé aux voyageurs étrangers, rapportent avoir interrogé un ancien serf, Tserek Wang Tuei, qui avait volé deux moutons appartenant à un monastère. En guise de peine, il avait eu les yeux énucléés et les mains mutilées. Selon le journaliste de Radio Free Asia et historien Warren W. Smith Jr, s’ils ont reconnu que des Tibétains pouvaient leur dire ce qu’ils souhaitaient entendre, les Gelder ne semblaient pas savoir que certains anciens serfs qui faisaient le récit des pires sévices avaient été encouragés à développer leur histoire et avaient fait carrière en racontant leur conte aux Chinois, aux Tibétains, et aux visiteurs étrangers. 
Selon Jean Dif, une scène similaire est rapportée par l'exploratrice Léa Lafugie dans les années 1930 : à Gyantsé, elle croisa des prisonniers aux chevilles passées dans de lourdes barres de fer qui les obligeaient à marcher les jambes écartées. Lâchés à l'aube et repris au crépuscule, ils mendiaient leur nourriture, l'administration pénitentiaire n'y pourvoyant pas .
Heinrich Harrer, dans son livre Retour au Tibet (1985), précise que ces châtiments avaient existé avant leur abolition par le 13e dalaï-lama, mais qu’ils n’avaient plus cours lors de son séjour au Tibet, à la fin des années 1940
.[citation nécessaire]

### Le système judiciaire et les peines
Selon Heinrich Harrer, il n'y a pas d'organisation judiciaire au Tibet. Les délits sont soumis au jugement de deux ou trois personnes de la noblesse dont la vénalité est courante. Si l'accusé s'estime injustement condamné, il lui est loisible de faire appel auprès du dalaï-lama, mais il risque le doublement de peine si sa culpabilité est confirmée.
Il n'y a pas de peine de mort : le meurtrier, entravé aux chevilles, est simplement fouetté mais il meurt généralement des suites de la fustigation . Le vol et autres petits délits sont punis de la fustigation en public et de l'exposition au pilori pendant quelques jours. Aux bandits de grand chemin et autres détrousseurs, on coupe la main ou le pied. La peine toutefois n'est plus appliquée à Lhassa .
Selon Harrer les « délits politiques » sont sévèrement réprimés, ainsi le monastère de Tengyeling fut démoli et ses moines dispersés en 1914 pour collusion avec les Chinois,. Selon Sanderson Beck, ce monastère fut privé de financement, les traîtres furent bannis et les moines restants répartis entre différents monastères.

## Sous la République populaire de Chine de 1951 à 1959
Le 14e dalaï-lama, à l’âge de 16 ans, accède au pouvoir par anticipation le 17 novembre 1950, près d'un mois après le début de l'intervention militaire chinoise au Tibet. Choqué par l'utilisation de la cangue, il libère tous les prisonniers.
Durant les quelques années où il dirige le Tibet, dans une collaboration difficile avec le gouvernement central, le dalaï-lama  a établi un système judiciaire indépendant et aboli le système de la dette héréditaire, décrit comme « le fléau des paysans et de la communauté rurale ».
Dans la seconde moitiés des années 1950, les sanctions en République populaire de Chine sont le plus souvent extrajudiciaires. Seuls quelques coupables symboliques sont livrés à la police. Répondant à des troubles armés qui s'étendent depuis 1956 au Tibet, la répression de la République populaire de Chine est forte. 
Selon le gouvernement tibétain en exil, en 1956, à la suite des révoltes de la résistance tibétaine dans l'est du Tibet, l'armée chinoise arrête des nobles, des moines âgés et des chefs de la résistance, les torturant et les exécutant en public pour décourager la résistance.